# Зовнішньоекономічна діяльність Італії
Італія – країна з експортно-орієнтованою економікою, 10-ий найбільший експортер та імпортер у світі, а торгівля становить 60% її ВВП . 

## Експорт Італії
Оскільки виробничий сектор країни спеціалізується на високоякісних товарах, Італія відіграє важливу роль на світовому ринку предметів розкоші.
Із загальної кількості 195 745 компаній-експортерів в Італії близько 45% працюють у обробній промисловості, яка традиційно була ключовим сектором італійського експорту (особливо для машин, моди та предметів розкоші, меблів ). Основним експортом країни є: електронне обладнання, фармацевтична продукція,  механічні машини та обладнання, а також транспортні засоби та транспортні засоби класу люкс та запчастини до транспортних засобів, очищена нафта, багажники, валізи, туалетні шафи та взуття. Італія також є другим за величиною експортером вина у світі. 
Однак у 2020 році після спалаху пандемії Covid-19: за оцінками МВФ, італійський експорт скоротився на 17,8%. Очікується, що показник відновиться.

## Імпорт Італії
Основним імпортом Італії є паливо, адже країна залежить від імпорту для своїх енергетичних потреб . Це пов’язано з відсутністю в країні природних ресурсів, що робить її сильно залежною від імпорту енергоносіїв. Інший імпорт включає машини, сировину та продовольство — Італія є чистим імпортером продовольства, оскільки ландшафт не підходить для розвитку сільського господарства .
2020 рік характеризувався падінням обсягів імпорту через світову економічну кризу після спалаху пандемії Covid-19: за оцінками МВФ, італійський імпорт скоротився на 19%. Очікується, що показник відновиться протягом 2021 року (11,8%), хоча ситуація у світовій торгівлі залишається невизначеною.

## Торгові партнери Італії

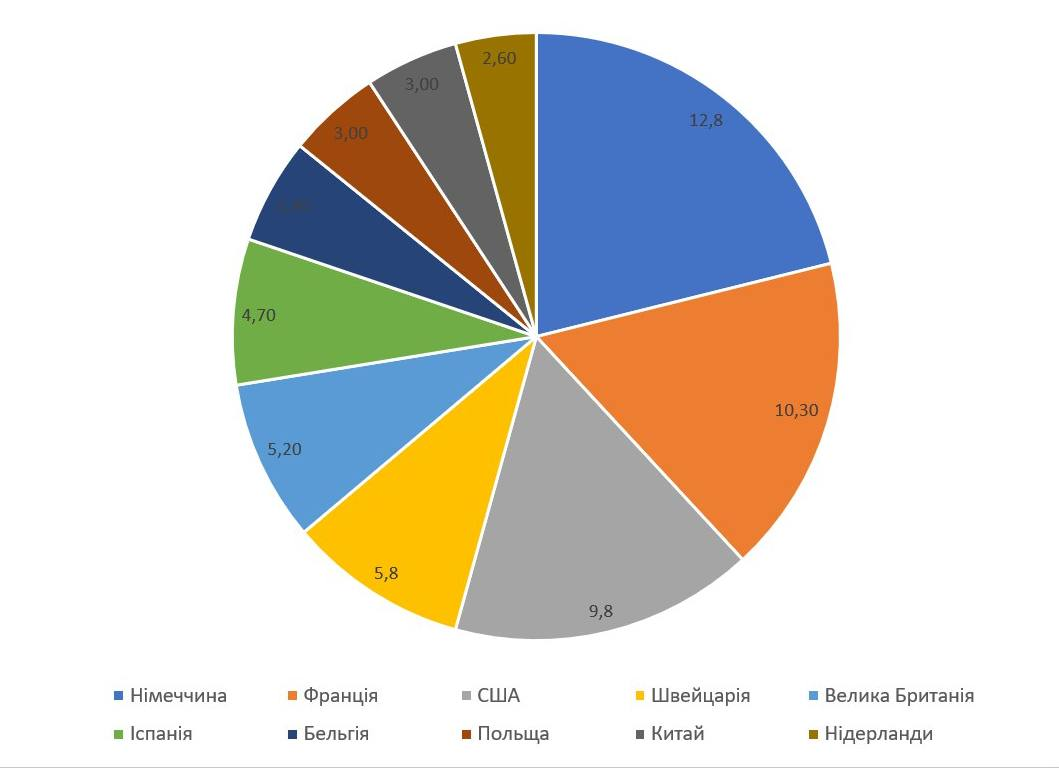

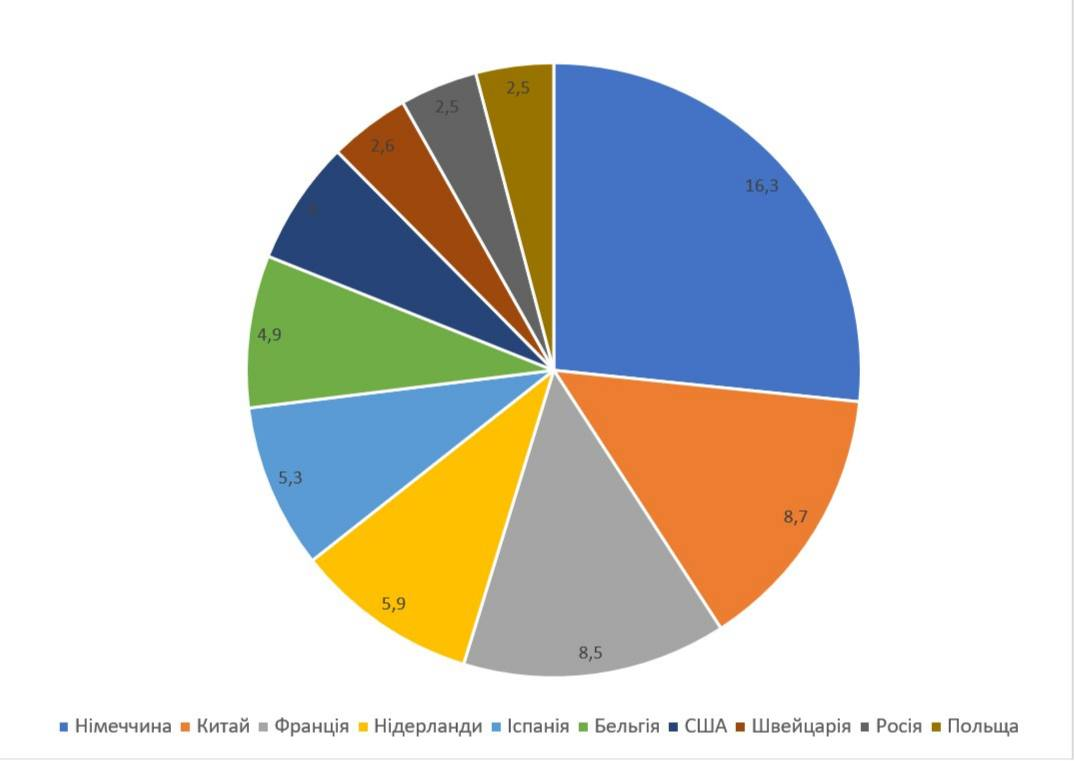

Щодо експорту, то найбільшими партнерами Італії в 2019 році були Німеччина, Франція, США , Швейцарія, Велика Британія, Іспанія, Бельгія, Польща, Китай та Нідерланди .
Щодо імпорту, то найбільшими партнерами Італії в 2019 році були Німеччина, Китай, Франція, Нідерланди, Іспанія, Бельгія, США , Швейцарія, Росія, Польща .